# Liste der Stolpersteine in Alpen (Niederrhein)
Die Liste der Stolpersteine in Alpen (Niederrhein) enthält alle Stolpersteine, die im Rahmen des gleichnamigen Projekts von Gunter Demnig in Alpen (Niederrhein) verlegt wurden. Mit ihnen soll an Opfer des Nationalsozialismus erinnert werden, die in Alpen (Niederrhein) lebten und wirkten.

## Verlegte Stolpersteine
| Adresse                  | Verlege- datum | Person, Inschrift | Bild | Anmerkung |
| ------------------------ | -------------- | --- | ---- | --- |
| Bruckstraße 20 · Alpen · | 18. Aug. 2012  | Hier wohnte Emma Misch Jg. 1886 deportiert 1942 ermordet in Minsk                                                                |      | Emma Seldis wurde am 01.05.1886 als Tochter von Emil und Johanna Seldis in Xanten geboren, als Beruf wird Hausfrau angegeben. Sie heiratete Julius Misch (*02.10.1888), eine Tochter (Erna (*21.04.1922)) ist bekannt. Am 20.07.1942 wurde Emma ab Köln ins Ghetto Minsk verbracht und von dort aus in die Tötungsstätte Maly Trostinec deportiert, wo sie für tot erklärt wurde (strittig: Diese Quelle gibt das Ghetto Lodz als Todesort an). Für Emma wurde ein Stolperstein in der Marsstraße 71, Xanten verlegt.                                                                                          |
| Bruckstraße 20 · Alpen · | 18. Aug. 2012  | Hier wohnte Erna Misch Jg. 1922 deportiert 1942 ermordet in Minsk                                                                |      | Erna Misch wurde am 21.04.1922 als Tochter von Julius Misch (*02.10.1888) und Emma Misch, geb. Seldis (*01.05.1886) in Alpen geboren. Am 20.07.1942 wurde sie ab Köln ins Ghetto Minsk verbracht und von dort aus in die Tötungsstätte Maly Trostinec deportiert, wo sie für tot erklärt wurde (strittig: Diese Quelle gibt das Ghetto Minsk als Todesort an). |
| Bruckstraße 20 · Alpen · | 18. Aug. 2012  | Hier wohnte Julius Misch Jg. 1888 deportiert 1942 ermordet in Minsk                                                              |      | Julius Misch wurde am 02.10.1888 als Sohn von Moses und Henriette Misch in Alpen geboren, ein Bruder (Samuel (*18.10.1890)) ist bekannt, als Berufe wird Gutsbesitzer bzw. Viehhändler angegeben. Er heiratete Emma Seldis (*01.05.1886), eine Tochter (Erna (*21.04.1922)) ist bekannt. Julius wurde - wie sein Bruder Samuel - vom 17.11. bis zu 12.12.1938 im KZ Dachau inhaftiert. Am 20.07.1942 wurde er ab Köln ins Ghetto Minsk verbracht und von dort aus in die Tötungsstätte Maly Trostinec deportiert, wo sie für tot erklärt wurde (strittig: Diese Quelle gibt das Ghetto Minsk als Todesort an). |
| Bruckstraße 13 · Alpen · | 18. Aug. 2012  | Hier wohnte Amalie Levy geb. Meyer Jg. 1883 deportiert 1941 ermordet in Riga                                                     |      | Amalie Meyer wurde am 29.03.1883 in Alpen geboren. Amalie wurde am 11.12.1941 ab Düsseldorf ins Ghetto Riga deportiert, wo sie ermordet wurde. |
| Bruckstraße 13 · Alpen · | 18. Aug. 2012  | Hier wohnte Johanna Meyer Jg. 1870 deportiert 1941 ermordet in Riga                                                              |      | Johanna Meyer wurde am 15.04.1870 in Alpen geboren. Johanna wurde am 11.12.1941 ab Düsseldorf ins Ghetto Riga deportiert, wo sie ermordet wurde. |
| Bruckstraße 13 · Alpen · | 18. Aug. 2012  | Hier wohnte Paula Meyer geb. Vyth Jg. 1878 deportiert 1941 ermordet in Riga                                                      |      | Paula Vyth wurde am 09.03.1878 in Kalkar geboren. Paula wurde am 11.12.1941 ab Düsseldorf ins Ghetto Riga deportiert, wo sie ermordet wurde. |
| Bruckstraße 13 · Alpen · | 18. Aug. 2012  | Hier wohnte Moritz Levy Jg. 1879 deportiert 1941 ermordet in Riga                                                                |      | Moritz Levy wurde am 11.09.1879 in Fluterschen geboren. Moritz wurde am 11.12.1941 ab Düsseldorf ins Ghetto Riga deportiert, wo sie ermordet wurde. |
| Burgstraße 34 · Alpen ·  | 18. Aug. 2012  | Hier wohnte Rosalie Oster geb. Windmüller Jg. 1866 Flucht 1938 Holland interniert Westerbork deportiert 1943 ermordet in Sobibor |      | Rosalie Windmüller wurde am 24.02.1866 in Beckum geboren. Rosalie flüchtete im Jahr 1938 nach Boxmeer, wurde zunächst vom 09.04. – 09.05.1943 im KZ Herzogenbusch inhaftiert und vom 09.05. – 18.05.1943 im Durchgangslager Westerbork interniert. Am 18.05.1943 wurde sie ins Vernichtungslager Sobibor deportiert, wo sie ermordet wurde (Todesdatum: 21.05.1943). |
| Burgstraße 34 · Alpen ·  | 18. Aug. 2012  | Hier wohnte Raphael Oster Jg. 1856 Flucht 1938 Holland interniert Westerbork deportiert 1943 ermordet in Sobibor                 |      | Raphael Oster wurde am 10.02.1856 in Alpen geboren. Raphael flüchtete im Jahr 1938 nach Boxmeer, wurde zunächst vom 09.04. – 09.05.1943 im KZ Herzogenbusch inhaftiert und vom 09.05. – 11.05.1943 im Durchgangslager Westerbork interniert. Am 11.05.1943 wurde er ins Vernichtungslager Sobibor deportiert, wo er ermordet wurde (Todesdatum: 14.05.1943). |
| Burgstraße 17 · Alpen ·  | 18. Aug. 2012  | Hier wohnte Samuel Misch Jg. 1890 deportiert 1941 Lotz / Litzmannstadt ermordet 1942 Chelmno / Kulmhof                           |      | Samuel Misch wurde am 18.10.1890 als Sohn von Moses und Henriette Misch in Alpen geboren, ein Bruder (Julius (*02.10.1888)) ist bekannt, als Beruf wird Viehhändler angegeben. Er heiratete Berta Waldhausen (*26.12.1905), ein Sohn (Kurt (*02.03.1933)) ist bekannt. Samuel wurde - wie sein Bruder Julius - vom 17.11. bis zu 12.12.1938 im KZ Dachau inhaftiert. Samuel wurde im Oktober 1942 ab Köln ins Ghetto Lodz deportiert, als Todesursache (Datum: 07.03.1942) wird Bauchtyphus angegeben. |
| Burgstraße 17 · Alpen ·  | 18. Aug. 2012  | Hier wohnte Kurt Misch Jg. 1933 deportiert 1941 Lotz / Litzmannstadt ermordet 1942 Chelmno / Kulmhof                             |      | Kurt Misch wurde am 02.03.1933 als Sohn des Ehepaares Samuel Misch (*18.10.1890) und Berta Misch, geb. Waldhausen (*26.12.1905) in Rheinberg geboren. Kurt wurde am 30.10.1941 mit dem Transport 642 (I/319) ab Köln ins Ghetto Lodz verbracht und von dort aus in das Vernichtungslager Kulmhof deportiert. Kurt wurde am 16.09.1942 für tot erklärt. |
| Burgstraße 17 · Alpen ·  | 18. Aug. 2012  | Hier wohnte Berta Misch geb. Waldhausen Jg. 1905 deportiert 1941 Lotz / Litzmannstadt ermordet 1942 Chelmno / Kulmhof            |      | Berta Waldhausen wurde am 26.12.1905 als Tochter von Wilhelm und Pina Waldhausen in Markoldendorf geboren. Sie heiratete Samuel Misch (*18.10.1890), aus der Ehe ging ein Sohn (Kurt (*02.03.1933)) hervor, als Beruf wird Hausfrau angegeben. Berta wurde am 30.10.1941 mit dem Transport 641 (I/320) ab Köln ins Ghetto Lodz verbracht und von dort aus im September 1942 in das Vernichtungslager Kulmhof deportiert, wo sie für tot erklärt wurde. |
| Lindenallee 8 · Alpen ·  | 18. Aug. 2012  | Hier wohnte Berta Meyer geb. Cleffmann Jg. 1880 deportiert 1942 Izbica ermordet                                                  |      | Berta Cleffmann wurde am 24.01.1880 in Rhede geboren, sie heiratete Bernhard Meyer, ein Sohn (Otto (*11.06.1910)) ist bekannt, als Beruf wird Hausfrau angegeben. Berta wurde am 22.04.1942 ins Ghetto Izbica deportiert, wo sie ermordet wurde. |
| Lindenallee 8 · Alpen ·  | 18. Aug. 2012  | Hier wohnte Otto Meyer Jg. 1910 gedemütigt / entrechtet Flucht in den Tod 1933                                                   |      | Otto Meyer wurde am 11.06.1910 als Sohn des Ehepaares Bernhard Meyer und Berta Meyer, geb. Cleffmann in Alpen geboren. Nachdem er gedemütigt/entrechtet wurde, flüchtete er am 14.12.1933 oder 1934 in den Freitod. |